# Francisco López Capillas
Francisco López Capillas (Mexikóváros, 1614. – 1674.) barokk zeneszerző. Az első, az Újvilágban született „nagy” zeneszerzőnek tartják. Elsősorban vallásos műfajokban alkotott kiemelkedőt: kortársaitól eltérő, új irányzatokat vezetett be a többszólamú zenében. A dallamvonal megváltoztatásával drámai kifejezőhatást ért el. 20 éven keresztül a mexikóvárosi székesegyház zenekarvezetője volt, de a pueblai székesegyháznak is írt darabokat. Ma 50 műve ismert.